# Hrabstwo Madison (Missisipi)
Hrabstwo Madison (ang. Madison County) – hrabstwo w stanie Missisipi w Stanach Zjednoczonych. Obszar całkowity hrabstwa obejmuje powierzchnię 741,97 mil² (1921,69 km²). Według szacunków United States Census Bureau w roku 2009 miało 93 097 mieszkańców.
Hrabstwo powstało w 1828 roku.
Miejsce akcji powieści Roberta J. Wallera i zrealizowanego na jej podstawie w 1995 filmu Co się wydarzyło w Madison County w reż. Clinta Eastwooda z Eastwoodem i Meryl Streep w rolach głównych.

## Miejscowości

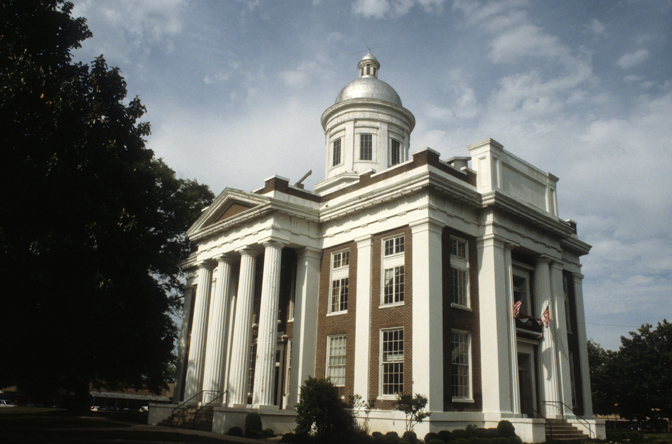
Budynek administracji (courthouse) w Canton

- Canton
- Flora
- Kearney Park (CDP)
- Madison
- Ridgeland[4]

| Populacja hrabstwa w poprzednich latach | Populacja hrabstwa w poprzednich latach |
| Rok                                     | Liczba ludności                         |
| --------------------------------------- | --------------------------------------- |
| 1980                                    | 41 331                                  |
| 1990                                    | 53 794                                  |
| 2000                                    | 74 674                                  |
| 2005                                    | 84 286                                  |